# Euronews
Euronews (рус. Евронью́с, букв. Евроновости) — европейский ежедневный круглосуточный информационный телеканал, совмещающий видеохронику мировых событий и аудиокомментарий на тринадцати языках. Основан 1 января 1993 года.
Кабельное, спутниковое и эфирное вещание Euronews в 2009 году охватывало более 294 миллионов домовладений в 150 странах мира (в Европе, Африке, Азии, Австралии, Северной и Южной Америке, а также на Ближнем Востоке).

## История

### Ранние годы (1992—1995)
В начале 1992 года, во время первой войны в Ираке, стало очевидным всемирное превосходство телевизионной сети CNN. Тогда по инициативе Европейского вещательного союза было предложено дать европейский ответ на информационные вызовы современности и на потребность упрочения новой наднациональной самоидентификации народов континента с ростом влияния Европейского союза.
В июне 1992 года акционерные общества «Франс Телевизьон», «РАИ», «Радио и телевидение Португалии», «Греческое радио и телевидение», «Испанское телевидение», «Илейсрадио», «Теле Монте Карло», государственное учреждение «Франкоязычное бельгийское радио и телевидение», Радиовещательная корпорация Кипра и Египетский союз радиовещания и телевидения учредили СЕЦЕМИЕ, которая в свою очередь учредило СОЦЕМИЕ, начавшее телевещание с 1 января 1993 года на пяти европейских языках: английском, французском, испанском, немецком и итальянском.

### Вхождение Alcatel и ITN (1995—2001)
В мае 1995 года Alcatel выкупила 49 процентов акций, однако уже 28 ноября 1997 года этот пакет акций у Alcatel был выкуплен частной британской телекомпанией ITN. В ноябре 1999 года шестым языком вещания стал португальский.

### Разрыв с ITN и вхождение ВГТРК, НТК Украины и TRT (2001—2015)
В 2001 году ВГТРК выкупила 1,8 % акций SECEMIE, со 2 октября 2001 года стала выходить в эфир полноценная русская версия. 24 апреля 2003 года акционеры-вещатели выкупили акции у ITN. 11 мая 2004 года доля акций ВГТРК увеличилась до 16,94 %. 27 мая 2008 года «Корпорация испанского радио и телевидения» (в 2007 году Испанское телевидение и Национальное радио Испании были реорганизованы в Корпорацию испанского радио и телевидения путём объединения) продала свою долю капитала «СЕЦЕМИЕ». 8 сентября 2005 года 1 % акций SECEMIE приобрела НТК Украины, однако украинская версия телеканала Euronews была запущена только 24 августа 2011 года. В конце 2000-х были запущены версии телеканала на неевропейских языках: 12 июля 2008 года — на арабском языке, 27 октября — на фарси. 19 декабря 2008 года SECEMIE и SOCEMIE были объединены в Euronews SA. В 2009 году Корпорация турецкого радио и телевидения выкупила 15,70 % капитала телекомпании, с 30 января 2010 года запущена полноценная версия на турецком языке. 11 января 2011 года телеканал перешёл на формат вещания 16:9. 2 октября 2012 года Euronews SA запустил радиостанцию Euronews Radio на английском, польском, немецком, французском, итальянском, испанском и русском языках. В начале 2010-х годов были запущено ещё несколько версий Euronews на европейских языках: 16 июня 2011 года — на польском, 18 декабря 2012 года — на греческом, 30 мая 2013 года — на венгерском.

### Вхождение Media Globe Networks (2015)
В феврале 2015 года египетский телемагнат Нагиб Савирис, владелец компании Media Globe Networks приобрёл 53 % от пакета акций канала Euronews.
19 марта 2015 года была отозвана принадлежащая медиагруппе Inter Media Group Дмитрия Фирташа и Сергея Лёвочкина лицензия на украинскую версию Euronews. Осенью 2016 года стало известно, что украинская служба Euronews будет закрыта, а её журналисты уволены. Вещание на украинском языке было прекращено 21 мая 2017 года по причине финансовых трудностей.

### Africanews
20 апреля 2016 года Euronews SA запустила круглосуточный информационный телеканал Africanews, вещающий на французском и английском языках на территории 33-х стран Африканского континента.

### Сотрудничество с NBC (с 2016)

Логотип Euronews с 2016 по 2022 г.

С ноября 2016 года канал Euronews имеет стратегические партнёрские отношения с американской компанией NBC, выкупившей 25 % акций европейского вещателя.
1 ноября 2016 года версия телеканала на английском языке начала вещание в стандарте высокой чёткости (HD).
24 мая 2017 года Euronews изменил стратегию вещания: единый видеопоток на нескольких языках заменён на 12 самостоятельных телеканалов с разным видеорядом и набором программ, стали формироваться независимые выпуски новостей для каждой страны. С 22 мая 2018 года на канале начинает выходить ежедневное утреннее шоу Good Morning, Europe.

## Телеканалы и радиостанции

### Основные телеканалы
| #  | Язык          | Оригинальное название        | Начало вещания              | Конец вещания                                                                                             | Примечания                             |
| -- | ------------- | ---------------------------- | --------------------------- | --- | -------------------------------------- |
| 1  | Английский    | euronews (in English)        | 1 января 1993               | |                                        |
| 2  | Французский   | euronews (en français)       | 1 января 1993               | |                                        |
| 3  | Немецкий      | euronews (auf Deutsch)       | 1 января 1993               | |                                        |
| 4  | Итальянский   | euronews (in Italiano)       | 1 января 1993               | |                                        |
| 5  | Испанский     | euronews (en español)        | 1 января 1993               | |                                        |
| 6  | Португальский | euronews (em português)      | ноябрь 1999                 | |                                        |
| 7  | Русский       | euronews (на русском)        | 17 сентября 2001            | 22 марта 2022 на территории РФ продолжает вещать на русском за пределами РФ, в Интернете и в странах СНГ. |                                        |
| 8  | Арабский      | euronews (عــربي)            | апрель 1997 12 июля 2008    | 15 апреля 1999 31 марта 2017                                                                              |                                        |
| 9  | Турецкий      | euronews (Türkçe)            | 30 января 2010              | январь 2018                                                                                               |                                        |
| 10 | Фарси         | euronews (به زبان فارسی)     | 27 октября 2010             | май 2017                                                                                                  |                                        |
| 11 | Польский      | euronews (po polsku)         | 16 июня 2011 15 января 2025 | январь 2012                                                                                               | на период председательства Польши в ЕС |
| 12 | Украинский    | euronews (українською мовою) | 24 августа 2011             | 21 мая 2017                                                                                               |                                        |
| 13 | Греческий     | euronews (στα ελληνικά)      | 18 декабря 2012             | |                                        |
| 14 | Венгерский    | euronews (magyarul)          | 30 мая 2013                 | |                                        |
| 15 | Грузинский    | euronews (ქართული)           | с июля 2019                 | |                                        |
| 16 | Албанский     | euronews (albania)           | 21 ноября 2019              | |                                        |
| 17 | Сербский      | euronews (srpski)            | 3 июня 2021                 | |                                        |
| 18 | Болгарский    | euronews (български)         | 5 мая 2022                  | |                                        |
| 19 | Румынский     | euronews (română)            | 22 мая 2022                 | |                                        |

Доступны через кабельное, спутниковое телевидение и IPTV, а также через Интернет.

### Международные телеканалы
- euronews HD (in English)
- africanews
- africanews (en français)

Доступны через международное спутниковое телевидение (цифровое (DVB-S), ранее — аналоговое (PAL)) и Интернет.

### Радиостанции
- euronews RADIO (in English)
- euronews RADIO (po polsku)
- euronews RADIO (auf Deutsch)
- euronews RADIO (en français)
- euronews RADIO (in Italiano)
- euronews RADIO (en español)
- euronews RADIO (на русском, в настоящее время радиотрансляция приостановлена)

Доступны через спутниковое телевидение и Интернет.

### Euronews в Интернете
- 14 сайтов Euronews на 14 языках
- 2 сайта Africanews на 2 языках
- 14 страниц на youtube на 14 языках
- 2 страницы Africanews страницы на youtube на 2 языках
- 14 страниц на Facebook
- 2 страницы Africanews на Facebook
- 14 страниц в Twitter
- 2 страницы Africanews в Twitter

## Редакционная политика
В соответствии с действующим редакционным уставом Euronews, задачей этого многоязычного информационного телеканала является «круглосуточное освещение европейских и мировых новостей в контексте построения европейского единства и средиземноморского сотрудничества».  К достижению своей цели Euronews движется «в тесном сотрудничестве с акционерами этого телеканала» и «в духе мультикультурности Европейского вещательного союза».
Пользуясь своим глобальным охватом, Euronews призван отражать европейские и средиземноморские политические, социальные и культурные реалии, предлагая аудитории всю полноту объективной информации, которая «давала бы возможность лучше понимать происходящее на наших глазах историческое развитие». Задача Euronews — быть свидетелем эволюции Европы и Средиземноморского бассейна, а также деятельности европейских органов власти, с которыми у телеканала установлены привилегированные и постоянные отношения.
Принципиальной позицией редакции Euronews, с момента начала вещания в январе 1993 года, являются независимость и нейтральность в подаче информации: будучи свободной от какого бы то ни было политического или экономического давления, редакция не оценивает и не поддерживает ни одну из сторон освещаемых конфликтов, предоставляя каждой из них возможность изложить свою точку зрения.
В своих передачах Euronews чётко отделяет новости от комментария. Основой авторитета телеканала является его уважение ко всем точкам зрения (особенно политическим и религиозным) и строгое следование нормам профессиональной этики. При освещении любого рода конфликтов телеканал не занимает ни одну из сторон, предоставляя каждой из них возможность представить свою позицию.
Устав Euronews гарантирует полную независимость редакционного коллектива, свободного от какого бы то ни было давления со стороны государственных, частных, общественных, религиозных или иных структур.
Акционеры занимаются деловым управлением и, согласно французскому законодательству, не могут влиять на редакционную политику Euronews.
Все языковые версии каждого новостного сюжета создаются параллельно, не являются переводом с какого-то оригинала, равноценны и не сверяются друг с другом. Такая схема работы позволяет Euronews при сохранении оперативности подачи информации адаптировать её к уровню подготовки и интересам конкретной языковой аудитории. При этом все языковые журналистские команды работают вместе и следуют единой редакционной политике, изложенной в уставе Euronews.
Круглосуточное вещание Euronews одинаково и синхронно во всех охватываемых странах и на всех языках, однако:

при идентичном видеоряде текст каждой из восьми языковых версий, как правило, оригинален и не совпадает с остальными.

Это объясняется тем, что смена или дежурная бригада из девяти журналистов, по одному от каждого языка вещания, пишет закадровый текст и затем делает «озвучку» заранее смонтированного без их участия видеосюжета одновременно и параллельно, не сверяясь с каким-либо единым образцом. Известное единообразие в подаче материала обеспечивается, прежде всего, самой жесткой структурой видеоряда, а также тем, что все журналисты руководствуются единой редакционной политикой и исходят из минимального общего набора отправных данных и сообщений мировых информационных агентств. В этих пределах каждый из девяти журналистов дежурной бригады имеет свободу в форме подачи и адаптации общего материала на своем языке вещания. Помимо большей оперативности, такая организация работы обеспечивает индивидуальное содержание, адекватное потребностям разноязычной аудитории. Изначальный слоган Euronews —

«Много голосов, единый взгляд».

«Евроньюс» — уникальное телевизионное явление, поскольку на канале обычно не присутствуют телеведущие в студии в их классическом понимании. Подавляющее количество материалов идет в закадровом звуковом сопровождении, без указания имён продюсерско-технического и творческого персонала.

## Критика
14 августа 2014 года первый заместитель председателя Нацсовета Украины по вопросам телевидения и радиовещания Ольга Герасимьюк назвала русскоязычную версию канала «инструментом российской пропаганды» в связи с тем, что на нём работают журналисты из России.
23 мая 2016 года представитель МИД РФ Мария Захарова обвинила англоязычную службу Euronews в дезинформации в связи с цитированием «фейкового» аккаунта российского министра Сергея Лаврова в Твиттере. Руководитель Дирекции международных отношений ВГТРК Пётр Фёдоров, член наблюдательного совета телеканала Euronews, представляющий ВГТРК, объяснил инцидент «бессознательной русофобией».
16 октября 2016 года российский канал vesti.ru (расследование Евгения Поддубного) обвинил Euronews в создании «антироссийской фальшивки о Сирии», где сирийскую девочку Айю выдали за жертву российской бомбардировки Алеппо.

## Тематика канала
Euronews освещает мировые события, актуальные с европейской точки зрения. Экстренная информация оперативно передаётся в формате прямых включений с мест событий; регулярно обновляемая сводка выходит в эфир каждые полчаса и включает, наряду с сюжетами о ключевых общественно-политических событиях, финансовые новости, спортивную хронику, отчёт о деятельности европейских органов власти и прогнозы погоды в Европе и мире.
Кроме того, ряд тематических передач посвящены культурным событиям, развитию науки и высоких технологий, охране окружающей среды, разнообразным проблемам жителей европейского региона и другим актуальным вопросам.

## Программы
- Brussels Bureau (Брюссельское бюро) — последние новости, интервью и анализ событий в единой Европе
- Business Line — программа о бизнесе и экономике: главные экономические новости недели, анализ событий и комментарии. Особое внимание уделяется динамично растущему сегменту цифровых технологий
- Business Planet — калейдоскоп историй успеха, советы, подсказки для того, чтобы вы могли получить пользу, познакомившись с опытом других предпринимателей
- Cinema (Кино) — все последние новости кино
- Corner — еженедельная футбольная программа
- Cult — культурные события со всей Европы
- Euronews Weekend
- Futuris — всё о ведущих исследовательских разработках в Европе
- The Global Conversation (Глобальный диалог) — интервью с мировыми лидерами и ньюсмейкерами
- Gravity (Вертикаль) — новости горнолыжного спорта
- Insiders — анализ, расследования и эксклюзивные репортажи с мест событий
- No Comment (Без комментариев) — наиболее впечатляющие видео со всего мира, без редактирования, с оригинальным звуком
- Markets (Рынки) — международные и европейские деловые новости
- Metropolitan (Метрополитэнс) — подробное знакомство с городом — туризм, экономика, вопросы сбережения энергии и многое другое
- Musica (Музыка) — последнее из мира музыки: музыканты, концерты, поп-музыка, рок и опера
- Postcards (Открытки с дороги) — еженедельная передача о путешествиях, посвященная конкретным аспектам национального культурного наследия
- Real Economy (Реальный сектор) — макроэкономика в каждодневной жизни, удачные решения, внушающие оптимизм примеры выхода из кризиса
- Sci-Tech — новости о высоких технологиях
- Smartcare — программа об инновациях в сфере здравоохранения
- Speed (Скорость) — всё, что вам нужно знать о автоспорте
- State of the Union (О положении Союза) — недельный обзор новостей Евросоюза с анализом ключевых событий и анонсами предстоящих
- Target (Цель) — трёхминутные аналитические репортажи посвящены злободневным экономическим вопросам и глобальным тенденциям
- Доброе утро Европа
- Новости дня (ранее Новости в этом часу)

### No Comment TV
Фирменный бренд Euronews. Рубрика, в которой показывают короткометражные кадры, которые «говорят сами за себя». Представители телеканала заявляют на странице No Comment TV:

«Мы убеждены в том, что некоторые видеокадры не требуют пояснений или комментариев: вот почему мы создали рубрику No Comment и видеоканал No Comment TV: чтобы показать вам мир под иным углом зрения…»

## Охват и аудитория канала
Охват телеканала Euronews, по данным на 2008 год, составлял 248 миллионов домовладений в 135 странах мира, что значительно превышает охват конкурентов (CNN — 118 млн, BBC World News — 73 млн, CNBC — 71 млн.).
Согласно исследованию европейских масс медиа EMS, в сентябре 2009 года канал Euronews в пятый раз подряд занял первое место по показателю накопленной недельной зрительской аудитории и во второй раз подряд — по более высокой дневной доле аудитории, чем у ближайших конкурентов CNN International и BBC World News.
При том, что канал Euronews не только сохранил свои позиции на рынках вещания, но и приобрел 151 тысячу новых зрителей, особенно в четырёх восточноевропейских странах, CNN International потерял около двухсот тысяч еженедельных зрителей за летний период 2009 года. За последние десять лет аудитория Euronews увеличилась на 86 %. При этом годовой бюджет Си-Эн-Эн составляет порядка 650 миллионов евро, а Евроньюс — около 50.

### Запреты
14 августа 2014 года Национальный совет Украины по вопросам телевидения и радиовещания распорядился прекратить вещание русскоязычного Euronews на территории своей страны, однако это решение не затрагивало существовавшую на тот момент украиноязычную версию канала.
С 12 апреля 2021 года по решению Министерства информации Республики Беларусь канал запрещён к показу в стране.
21 марта 2022 года Роскомнадзор ограничил доступ к телеканалам и сайтам Euronews и «Евроновости» на территории России. Причиной ограничения доступа стало «систематическое размещение недостоверной общественно значимой информации о проводимой Вооруженными Силами Российской Федерации специальной военной операции, а также информации с призывами к участию граждан в массовых (публичных) мероприятиях, проводимых с нарушением установленного порядка на территории Российской Федерации». С 7 апреля 2022 года на частотах Euronews в России вещает канал «Соловьев Live» Владимира Соловьёва.

## Организационно-правовая структура в 1992—2008 годах
Проект международного телевизионного канала был запущен в июне 1992 года регистрацией во Франции двух фирм: SECEMIE SA и SOCIMIE SAS.

### SECEMIE
SECEMIE SA (Société éditrice de la chaîne européenne multilingue d’information Euronews) — издательско-продюсерная фирма европейского многоязыкового информационного телевизионного канала Евроньюс.

#### Организационно-установочные данные
- Номер в Едином французском коммерческом реестре: RCS 387 858 046 — NIC 00015
- Юридическая форма: акционерное общество с дирекцией
- Уставный капитал: 3 060 585 евро
- Дата первичной регистрации: июнь 1992 года
- Декларированный вид деятельности (французский код APE): 6020B — Выпуск тематических телевизионных каналов
- Штат: 276 постоянных сотрудников[51]

#### Финансовые показатели
| По состоянию на: | Оборот       | Чистая прибыль |
| 31/12/2008       | € 50 297 610 | € 1 099 877    |
| 31/12/2007       | € 12 184 907 | € 824 383      |
| 31/12/2006       | € 12 599 062 | € 2 319 346    |

#### Руководство
Президенты
- Президент — Жозе Вила Абельо (José Vila Abello)[52] (1996—2004)
- Карло Сартори (c 2004[53])

### SOCEMIE
SOCEMIE SAS (Société opératrice de la chaîne européenne multilingue d’information Euronews) — вещательная фирма, телевизионный оператор европейского многоязыкового информационного телевизионного канала Евроньюс. 100 % капитала SOCEMIE SAS принадлежало SECEMIE SA.

## Организационно-правовая структура с конца 2008 года
Общее собрание акционеров, прошедшее 19 декабря 2008 года в Лионе, постановило слияние фирм SECEMIE SA (издательско-продюсерная фирма) и SOCEMIE SAS (вещательная фирма, телевизионный оператор) в единую юридическую структуру под юрисдикцией французского частного права: акционерное общество Euronews SA

### Дочерние компании
- Упрощённое анонимное общество «Евроньюс Девелопмент» (Euronews Development SAS) — организация осуществляющая запись передач на лазерные диски, президент — Филипп Кейла[56];
- Компания с ограниченной ответственностью «Евроньюс Сэйлс» (Euronews Sales Ltd) — организация по продаже рекламного времени в Великобритании;
- Общество с ограниченной ответственностью «Евроньюс Сэйлс» (Euronews Sales SARL) — организация по продаже рекламного времени во Франции;
- Общество с ограниченной ответственностью «Евроньюс Сэйлс» (Euronews Sales GmbH) — организация по продаже рекламного времени в Германии.

### Штаб-квартира и корреспондентские пункты
Изначально штаб-квартира Euronews располагалась в небольшом местечке Экюли — близлежащем пригороде к западу от французского Лиона. Именно там, в небольшом трёхэтажном здании, работали команды журналистов всех языковых редакций, администрация и инженерно-технические службы телеканала. Оттуда телесигнал, содержащий единый видеопоток и девять звуковых каналов — аудиоподнесущих — передавался на сеть из 24 спутников, обеспечивающих вещание на все обитаемые континенты. Затем, по мере дальнейшего развития канала, вместе с муниципальными властями Большого Лиона прорабатывался проект перенесения штаб-квартиры из пригорода в город, предположительно — на так называемый «полуостров», в новый, быстро развивающийся бизнес-центр на пересечении рек Роны и Соны.
15 октября 2015 года штаб-квартира Евроньюс переехала в новое здание в Лионе.
Корреспондентские пункты в:
- Вашингтоне
- Лондоне
- Париже
- Брюсселе
- Киеве
- Стамбуле
- Каире
- Дохе
- Дубае
- Пекине

### Акционеры
По состоянию на октябрь 2009 года, список акционеров Euronews SA насчитывал 21 общественную и государственную телекомпанию стран Европы и Средиземноморья

#### Акционеры-основатели
В 1992 году акционерами-основателями управляющей компании Евроньюс были:
| - France Télévisions (Франция) - RAI (Италия) - ERT (Греция) - PIK (Кипр) | - ERTV (Египет) - RTBF (Бельгия) - RTP (Португалия) - Yle (Финляндия) |

#### Последующие акционеры
| - ČT (Чехия) - Entreprise nationale de télévision (Алжир) - Établissement de la radiodiffusion-télévision tunisienne (Тунис) - PBS (Мальта) - RTÉ (Ирландия) - ВГТРК (Россия) - RTVS (Словения) | - SRG SSR (Швейцария) - TVR (Румыния) - НОТУ (Украина) - TV4 (Швеция) - Société nationale de radiodiffusion et de télévision (Марокко) - TRT (Турция) — с 2009 года |

#### Бывшие акционеры
Среди акционеров нового акционерного общества не стало двух акционеров-основателей:
- Radio Televisión Española (Испания)
- TMC Monte Carlo (Монако)

#### Крупнейшие акционеры
Крупнейшие пакеты акций в Euronews SA принадлежат:
- Коммерческой телекомпании Media Global Networks (53 % — с 2015 года)
- Американской компании NBC (25 % — с 2016 года)
- Французскому акционерному обществу «Франс Телевизьон» (10,73 %, до 2015 года — 25,37 %)
- Итальянскому акционерному обществу «РАИ» (9,66 %, до 2015 года — 22,84 %)
- ФГУП «Всероссийская государственная телевизионная и радиовещательная компания» (в 2003 году доля акций увеличилась с 1,8 % до 16,94 %, в настоящий момент 7,17 %)[61]
- Турецкой государственной телерадиокомпании TRT (в 2009 году TRT получила возможность приобрести 15,70 % акций Евроньюс, в настоящий момент 6,64 %)[62]
- Швейцарской ассоциации «Швейцарская общество радиовещания и телевидения» (4,10 %, до 2015 года — 9,20 %).

### Финансирование
Финансируется преимущественно за счёт рекламы (на 32,9 %) и ассигнований Европейской комиссии. На момент основания в 1993 году канал финансировался за счёт вещателей-акционеров, но уже через 10 лет доля подобного финансирования сократилась до 50 %.

### Руководство
Руководство акционерным обществом осуществляют: Общее собрание акционеров (L’assemblée générale), Наблюдательный совет (Le Conseil de surveillance), состоящий из Председателя Наблюдательного совета (Président du conseil de surveillance), заместителя Председателя Наблюдательного Совета и 13 членов, и Правление (Directoire), состоящей из Председателя Правления (Président du directoire), директора редакции (directeur de la rédaction) (с 2011 года), коммерческого директора (directeur commercial) (с 2011 года), до 2011 года существовала должность Генерального директора, который также входил в Правление. Руководство редакцией осуществляют её директор и главный редактор с заместителями.

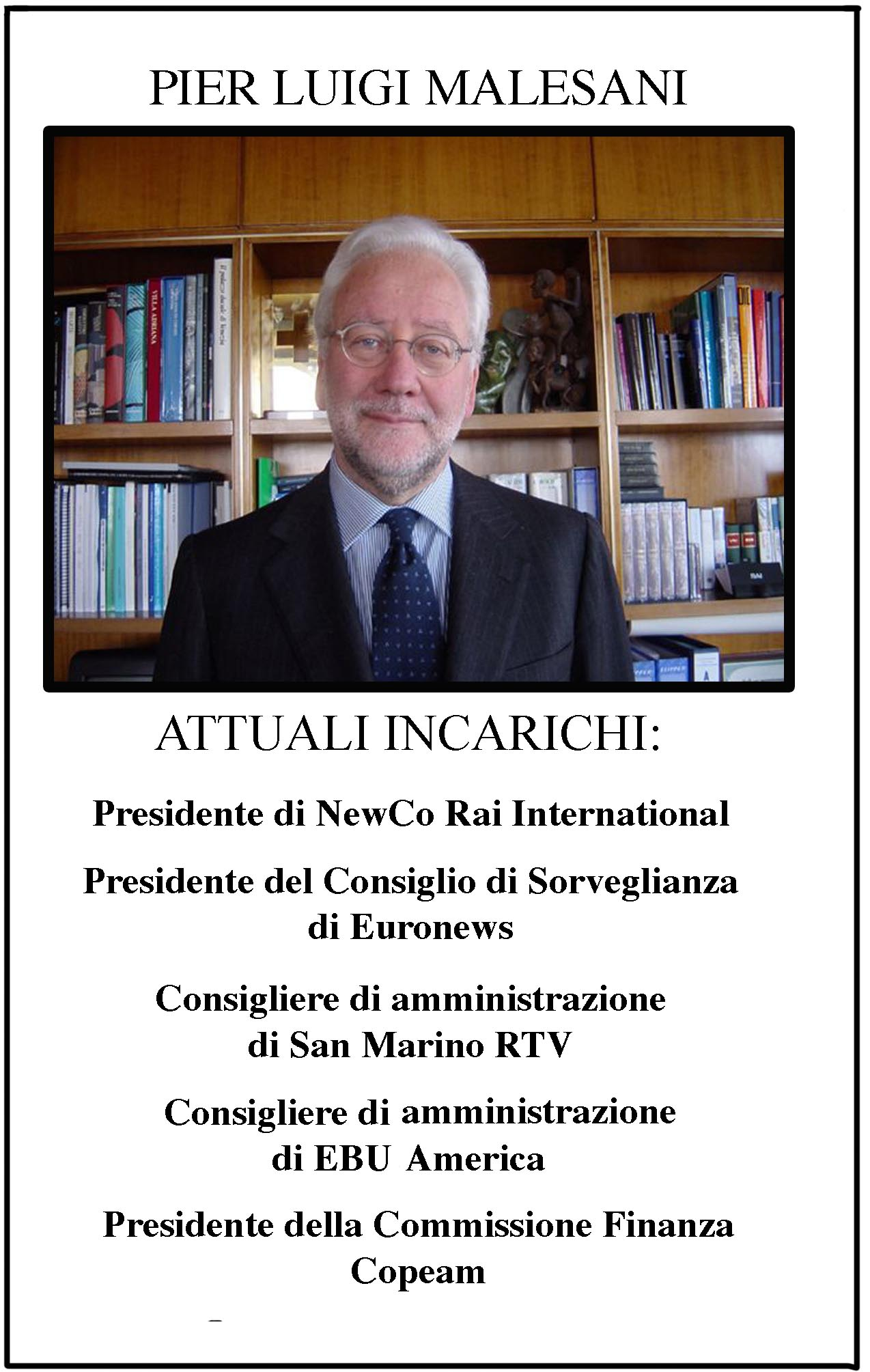
Pier Luigi Malesani, председатель наблюдательного совета

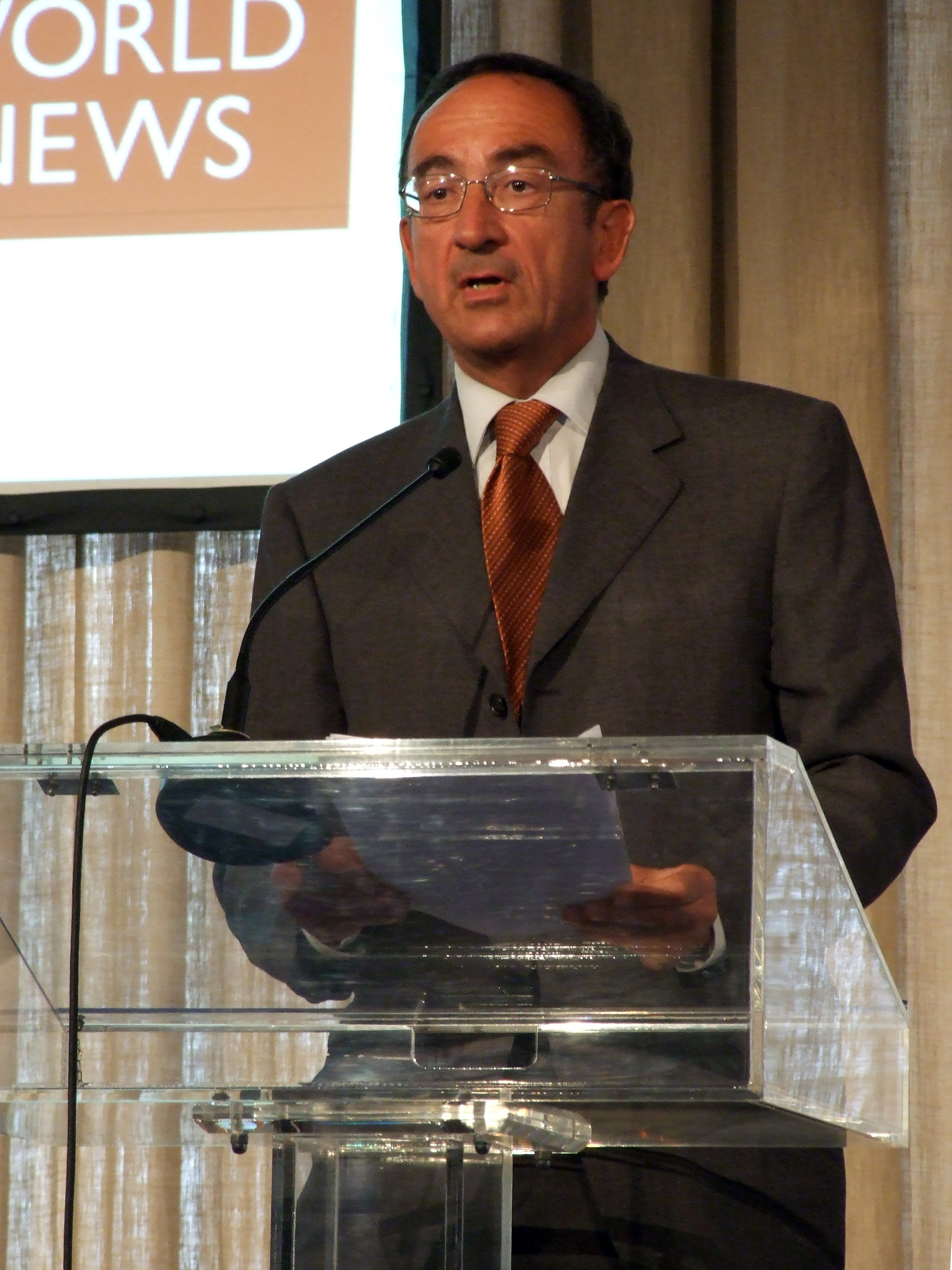
Philippe Cayla, президент дирекции

#### Наблюдательный совет
Наблюдательный совет состоит из 13 членов — трех видных общественных деятелей и десяти представителей организаций-акционеров:
- Председатель Наблюдательного совета — Нагиб Савирис (с 2015 г.), ранее — Паоло Гаримберти (в 2011—2015 годах), Пьер Луиджи Малезани (Pier Luigi Malesani) (в 2008—2011 годах), президент NewCo Rai International (Италия)[64][65][66].
- Заместитель Председателя Наблюдательного совета — Паоло Гаримберти[67] (с 2015 г.), председатель Административного совета РАИ в 2009—2012 годах, ранее — Пётр Фёдоров[68] (в 2013—2015 годах), Андрей Быстрицкий (в 2008[69]-2013 годах), председатель ФГУ "Российская государственная радиовещательная компания «Голос России» и советник генерального директора ВГТРК (Россия)
- Стефани Мартэн (Stéphanie Martin) Директор диверсификации и тематических каналов Французской компании «Франс Телевизион».

#### Правление
- Председатель Правления — Майкл Питерс (с 2011), ранее — француз Филипп Кейла (Philippe Cayla) (в 2008—2011 годах) в апреле 2003 года сменил британца Стюарта Пёрвиса (Stewart Purvis)[52]
- Генеральный директор (до 2011) — французский гражданин британского происхождения Майкл Питерс (Michaël Peters) 12 мая 2005 года сменил на этом посту британца Дэвида Лоуэна (David Lowen)[70].
- Директор редакции — Лучиан Сарб (член Правления с 2011 года)
- Технический директор (directrice des ressources) — Сесиль Лево (с 2011 года)
- Коммерческий директор (directeur commercial) и Генеральный директор «Евроньюс Сэйлс» — Оливер де Монченю (с 2011 года)[71]

#### Редакционный совет
С 2015 году Председателем Редакционного совета (Président du conseil éditorial) «Евроньюс» является Паоло Гаримберти.

#### Руководство редакцией
До весны 2009 года в вещательной фирме Евроньюс SOCEMIE существовали должности Директора по информации (Directeur de l’information) и его заместителей (Directeur adjoint de l’information). С 2003 по 2009 годы директором по информации являлся испанец Луис Ривас (Luis Rivas), его заместителем — итальянка Гардения Треццини (Gardenia Trezzini).
В связи с реорганизацией акционерного общества на канале «Евроньюс» с весны 2009 года созданы должности директора редакции и главного редактора:
- Директор редакции (Directeur de la Rédaction) — румынский журналист Лучиан Сарб (с 4 мая 2009 года)[72]
- Главный редактор (Rédacteur en chef) — Питер Барабас, журналист[73] с двойным британским и румынским гражданством (с августа 2009 года), у которого есть несколько заместителей.

### Штат
По собственным данным, в Евроньюс на начало 2023 года работают 400 журналистов из более чем 30 стран мира.
По состоянию на март 2010, все постоянные журналисты Евроньюс разделены в основном по языкам телевещания канала на девять бригад по 16-18 человек каждая (девятая — турецкая бригада начала ежедневное круглосуточное вещание с 1 января 2010 года). Одновременно, редакция регулярно прибегает к услугам широкого круга внештатных и временных сотрудников, списочный состав которых существенно варьируется в зависимости от языка вещания и может в несколько раз превышать число штатных журналистов.